# Соснов, Алексей Андреевич
Алексей Андреевич Соснов (30 марта 1921 — 12 октября 1943) — наводчик орудия 372-го стрелкового полка 218-й стрелковой дивизии 47-й армии Воронежского фронта, красноармеец. Герой Советского Союза.

## Биография
Родился 30 марта 1921 года в станице Вознесенская ныне Лабинского района Краснодарского края. Работал в колхозе.
С началом Великой Отечественной войны призван в ряды Красной Армии. В сентябре 1941 года в составе действующей армии направлен на Западный фронт под Москву. В декабре 1941 года был тяжело ранен и демобилизован из армии.
В 1942 году снова ушёл в Красную Армию. Участвовал в боях Великой Отечественной войны с июля 1943 года. Воевал на Воронежском фронте. 12 октября 1943 года был смертельно ранен осколком снаряда.
Указом Президиума Верховного Совета СССР от 3 июня 1944 года за образцовое выполнение боевых заданий командования и проявленные при этом мужество и героизм красноармейцу Соснову Алексею Андреевичу присвоено звание Героя Советского Союза посмертно.

## Память
- Именем Героя Советского Союза А. А. Соснова названа улица в станице Вознесенская.[1]